# 파마티나친칠라쥐
파마티나친칠라쥐(Abrocoma famatina)는 친칠라쥐과에 속하는 설치류의 일종이다. 아르헨티나에서만 발견된다.